# Kunio Ōkawara
大河原 邦男
Kunio Ōkawara (大河原 邦男, Ōkawara Kunio, généralement prononcé « Ōgawara »), né le 26 décembre 1947 à Inagi (Tōkyō), est un animateur japonais travaillant principalement à la conception de mechas, c'est-à-dire de robots, vaisseaux et autres machines que l'on trouve dans les anime mecha. Ōkawara est le premier à avoir été crédité comme « concepteur de mecha » (mechanical designer en anglais) dans l'animation japonaise. Ses travaux portent sur nombre de séries de robots, les plus connues étant clairement Mobile Suit Gundam et Brave.

## Biographie

### Premières années
Ōkawara suit tout d'abord des cours d'art graphique à l'université Tōkyō zokei, avant de rejoindre le département d'art textile l'année suivante. Une fois diplômé, il se fait embaucher comme créateur de mode par la compagnie d'habillement Onward Kashiyama, sur recommandation de son école. Il a aussi l'occasion d'y peindre les décors des vitrines dédiées à la marque ; c'est cette expérience qui l'amène à travailler dans l'animation, au sein du studio Tatsunoko Production. Là, il est chargé par Mitsuki Nakamura (alors directeur artistique) de dessiner les mechas ennemis dans la série Kagaku ninja-tai Gatchaman ; bientôt, il ne fera plus qu'exclusivement ce genre de travail sur les productions de Tatsunoko comme Hurricane Polymar et Tekkaman: The Space Knight. Par conséquent, Nakamura a l'idée de fonder un service interne nommé « Mechaman Design Office » avec Ōkawara, ce qui permet à ce dernier d'être crédité pour la toute première fois de l'industrie d'animation en tant que concepteur de mechas. En se voyant confier le dessin des robots principaux de Gowappā 5 Godam, il prend une certaine importance dans le studio.

### Sunrise
Ōkawara quitte Tatsunoko Production en 1978 après les deux premières séries de Time Bokan (ja), s'établissant à son compte. Bien qu'acceptant toujours quelques contrats de son ancien employeur, il travaille surtout avec le studio Nippon Sunrise (plus tard, Sunrise), après une première collaboration sur Invincible Steel Man Daitarn 3 de Yoshiyuki Tomino. Ce dernier le recontacte d'ailleurs très vite pour un nouveau projet intitulé en première intention Gunboy ; son idée est d'y réaliser des robots plus réalistes et plausibles, à la manière des armures mobiles décrites par Robert A. Heinlein dans Étoiles, garde-à-vous ! plutôt que les traditionnels robots gigantesques et fantaisistes en vogue depuis Mazinger Z. Le résultat donne finalement Mobile Suit Gundam, série qui suscite un véritable engouement au Japon et y éveille un nouvel intérêt pour les mechas réalistes. Par la suite, les spécialistes présentent Gundam comme la série fondatrice d'un sous-genre de la science-fiction nommé « real robot » (« robot réaliste »).
Ōkawara continue à concevoir les robots des différentes séries Gundam qui suivent, ainsi d'ailleurs que nombre d'anime de real robot produits par Sunrise. On peut citer dans les années 1980 Densetsu kyojin Ideon, Combat Mecha Xabungle, Taiyō no kiba daguramu, Armored Trooper VOTOMS, Ginga hyōryū Baifamu ou Aoki ryūsei SPT Reizunā. À la fin des années 1980, Sunrise embauche plusieurs autres concepteurs de mechas pour Gundam, dont les plus connus sont Kazumi Fujita, Yutaka Izubuchi, Mamoru Nagano, Mika Akitaka, Makoto Kobayashi et Hajime Katoki. Tous apportèrent leur propre touche esthétique au travail original d'Ōkawara, qui s'en inspirera d'ailleurs plus tard.
Au début des années 1990, Ōkawara revient de manière inattendue vers l'école classique des super robots (populaires surtout dans les années 1960 et 70) avec Brave Exkaiser, première série tirée de Brave, une franchise de jouets Transformers créée par Takara. D'autres séries sont alors réalisées pour cette franchise et Ōkawara en conçoit le robot principal à chaque fois, jusqu'à la dernière saison, The King of Braves GaoGaiGar, et les OVA The King of Braves GaoGaiGar FINAL où pratiquement tous les mechas portent sa griffe.

### Années 2000
En 2004, sa renommée est incontestable et le 21st Century Museum of Contemporary Art de Kanazawa le contacte pour concevoir l'apparence d'un casque virtuel () créé par Mathieu Briand pour une exposition. Ce dernier aurait été inspiré par le casque des Gundam pour son idée, ce qui a amené le musée à contacter Ōkawara.
Au niveau de l'animation, Ōkawara continue à travailler sur diverses séries, notamment sur Gundam SEED (2002) et Gundam 00 (2007).

## Évolution artistique
À ses débuts entre 1972 et 1978, le dessin d'Ōkawara tente dès alors de s'émanciper légèrement des références de « super robot » comme Mazinger Z et Yūsha Raideen, avec un style plus discret et angulaire (la même tendance se retrouve dans le monde de l'automobile à l'époque), et des sortes d'ailerons ou excroissances que l'on remarque bien dans Daitarn 3 ; néanmoins, le style demeure nettement fantaisiste. Les premiers dessins pour Mobile Suit Gundam restent dans cet état d'esprit, les brouillons du fusil laser étant largement irrationnels ; Tomino ajuste ce point pour obtenir plus de réalisme.
Avec le succès de Gundam en 1979, Ōkawara a moins la possibilité d'exprimer vraiment ses capacités, le genre des « real robot » s'appuyant surtout sur la réalité. D'ailleurs, ses dessins sont dans les années 1980 souvent remaniés ou améliorés par d'autres mecha designer (c'est notamment le cas du Zeta Gundam qui a été principalement conçu par Kazumi Fujita et Mamoru Nagano) ; ces nombreuses expériences contribuent toutefois à forger l'art d'Ōkawara.
Dans les années 1990, Ōkawara montre avec la franchise Brave toute sa polyvalence et la diversité de son dessin, incorporant des caractéristiques du genre « super robot » dans des mechas à l'esthétique réaliste (probablement inspiré par les jouets Transfomers de Takara, proches de cette idée). Le Genesic GaoGaiGar, avec ses lignes bestiales inattendues, témoigne de sa maîtrise de son art à l'époque.
En 2002 avec Gundam SEED, le trait d'Ōkawara est plus fin et, capitalisant ses expériences passées, plus mature, bien que toujours dynamique.

## Historique des travaux
Sources : Anime News Network et l'IMDb.
Anime
- La Bataille des planètes (Gatchaman) (1972-1974)
- Hariken Polymer (1974)
- Tekkaman: The Space Knight (1975)
- Gowappa 5 Godam (1976)
- Time Bokan (ja) (1976)
- Blocker Gundan IV: Machine Blaster (1976)
- Yattaman (1977)
- Gasshin Sentai Mechander Robo (1977)
- Chogattai Majutsu Robo Gingaizer (1977)
- Tobidase! Machine Hiryu (1977)
- Gekiso! Ruben Gaizer (1977)
- Invincible Steel Man Daitarn 3 (1978)
- Uchu Majin Daikengo (1978)
- Gatchaman II (1978)
- Mobile Suit Gundam (1979)
- Zendaman (1979)
- The Ultraman (1979)
- Gatchaman F (1979)
- Muteki Robo Trider G7 (1980)
- Time Patrol Tai Otasukeman (1980)
- Tondemo Senshi Muteking (1980)
- Space Runaway Ideon (1980)
- Fang of the Sun Dougram (1981)
- Yattodetaman (1981)
- Saikyo Robo Daioja (1981)
- Doraemon: The Record of Nobita: Spaceblazer (1981)
- Kaitei Taisenso (1981)
- Combat Mecha Xabungle (1982)
- Gyakuten Ippatsuman (1982)
- Armored Trooper VOTOMS (1983)
- Round Vernian Vifam (1983)
- Mirai Keisatsu Urashiman (1983)
- Panzer World Galient (1984)
- Choriki Robo Galatt (1984)
- Blue Comet SPT Layzner (1985)
- Mobile Suit Zeta Gundam (1985)
- Mobile Suit Gundam ZZ (1986)
- Metal Armor Dragonar (1987)
- Armor Hunter Mellowlink (1988)
- Mado King Granzort (1989)
- Mobile Suit Gundam 0080 : War in the Pocket (1989)
- Brave Exkaiser (1990)
- The Brave Fighter of Sun Fighbird (1991)
- Mobile Suit Gundam F91 (1991)
- Mobile Suit Gundam 0083 : Stardust Memory (1991)
- The Brave Fighter of Legend Da-Garn (1992)
- Hero Senki: Project Olympos (1992)
- The Brave Express Might Gaine (1993)
- Mobile Suit Victory Gundam (1993)
- Shippu! Iron Leaguer (1993)
- Brave Police J-Decker (1994)
- Mobile Fighter G Gundam (1994)
- The Brave of Gold Goldran (1995)
- Gundam Wing (1995)
- Mobile Suit Gundam : The 08th MS Team (1996)
- Brave Command Dagwon (1996)
- After War Gundam X (1996)
- New Mobile Report Gundam Wing: Endless Waltz (1997)
- The King of Braves GaoGaiGar (1997)
- Turn A Gundam (1999)
- Betterman (1999)
- Sunrise Eiyutan (1999)
- The King of Braves GaoGaiGar FINAL (2000)
- Time Bokan 2000: Kaito Kiramekiman (2000)
- Gravion (en) (2002)
- Mobile Suit Gundam SEED (2002)
- Kiko Buso G-Breaker (2002)
- Mobile Suit Gundam SEED X Astray (2003)
- Mobile Suit Gundam SEED Destiny (2004)
- Super Robot Wars GC (2004)
- Mobile Suit Zeta Gundam : A New Translation (2005-2006)
- Gundam SEED C.E.73 Stargazer (2006)
- Kishin Taisen Gigantic Formula (2007)
- Mobile Suit Gundam 00 (2007)
- Mobile Suit Gundam Unicorn (2010)

Autres
- Mobile Suit Variations (ligne de maquettes, 1983)
- MS-X (manga annulé, 1984)
- Mobile Suit Gundam F90 (ligne de maquettes, 1990)
- « SYS* 017 », exposition au 21st Century Museum of Contemporary Art de Kanazawa (2004)
- Another Century's Episode 3 (jeu vidéo, 2007)

## Récompenses
- Prix spécial du festival Animation Kobe pour l'ensemble de sa carrière en 2001[5]